# Fritz Eichenberg
Fritz Eichenberg (Cologne, 1901 — South Kingstown, 1990) est un graveur, illustrateur et professeur germano-américain.
Membre de plusieurs sociétés savantes d'artistes, il a cofondé le Pratt Graphic Art Center en 1956.

## Biographie

### Jeunesse en Allemagne
Fritz Eichenberg naît le 24 octobre 1901 à Cologne, en Allemagne,.
Influencé par l'art classique local, en particulier par la gravure sur bois, il est aussi très impacté par les bombardements aériens qu'il a vécus lors de la Première Guerre mondiale.
Apprenti imprimeur-lithographe depuis 1918, il étudie à l'École municipale des arts appliqués de Cologne. Il étudie ensuite l'illustration auprès de Hugo Steiner-Prag et la gravure sur bois à l'Académie supérieure des Beaux-arts de Leipzig, où obtient une maîtrise,.

### Débuts comme illustrateur
Eichenberg commence à travailler comme graphiste et illustrateur indépendant en 1922, ses premières illustrations étant une édition de Till Eulenspiegel, puis des romans de Fiodor Dostoïevski et Jonathan Swift.
L'année suivante, Eichenberg s'installe à Berlin pour devenir journaliste d'art et caricaturiste politique. Pacifiste et d'origine juive, il critique vivement la montée du nazisme, et après une mission en Amérique du Sud et aux États-Unis, où il couvre l'Exposition universelle de Chicago, il décide d'y émigrer.

### Carrière aux États-Unis
Fritz Eichenberg, sa famille et son épouse quittent ainsi l'Allemagne pour s'installer en 1933 à New York,.
Ses premières estampes dans ce pays représentent le quartier de Manhattan. Il produit des caricatures pour le journal The Nation et intègre le programme de la Works Progress Administration pendant un an et demi.
En 1935, Eichenberg devient enseignant pendant dix ans à la New School for Social Research et à l'Institut Pratt, puis enseigne et est directeur de la faculté d'arts de l'université du Rhode Island de 1966 à 1971, où il installe ses ateliers de gravure,. Il tient sa première exposition individuelle à la New School for Social Research en 1937.
Il rencontre Margaret Lowengrund, qui dirige elle ceux de la New School for Social Research et le Contemporaries Graphic Art Centre. De ce centre naît le Pratt Graphic Art Center en 1956, dont Einchenberg est le premier directeur, jusqu'en 1972,. Les sources ne s'accordent pas sur la question de savoir si Lowengrund ou Eichenberg doit être considéré comme le fondateur du Pratt Graphic Art Center, la plupart affirmant qu'il s'agissait d'Eichenberg,,,,.
Très actif dans la communauté artistique locale, Fritz Eichenberg est naturalisé américain en 1941 et devient membre de l'Académie américaine des beaux-arts en 1949, ainsi que de la Society of American Graphic Artists (en), de la Royal Society of Arts, de XYLON (de), de l'American Institute of Graphic Arts (en), dont il siège au conseil d'administration entre 1943 et 1946, du Philadelphia Water Color Club et de l'American Artists' Congress (en).
En 1961, Eichenberg crée la revue de gravure Artists Proof, liée au Pratt Graphic Art Center, et en est le rédacteur en chef. En 1976, il écrit un ouvrage sur l'art de l'estampe intitulé The Art of the Print : Masterpieces, History, Techniques, qui devient « un ouvrage majeur sur l'histoire de la gravure ».
Fritz Eichenberg meurt le 30 novembre 1990 à Peace Dale, un ancien village appartenant à South Kingstown, dans le Rhode Island, des suites de complications de la maladie de Parkinson,.

## Œuvre

### Œuvre graphique
Fritz Eichenberg est principalement connu pour avoir illustré de nombreux livres classiques ou de jeunesse aux États-Unis et à l'étranger et pour être un important graveur sur bois américain.
Les œuvres de Fritz Eichenberg sont notamment conservées dans les institutions muséales suivantes :
- Musée d'Art de Baltimore, Baltimore
- Musée des Beaux-Arts, Boston
- Brooklyn Museum, New York
- Art Institute of Chicago, Chicago
- Mary and Leigh Block Museum of Art (en), université Northwestern, Evanston
- Metropolitan Museum of Art, New York
- New York Public Library, New York
- La Salle University Art Museum (en), Philadelphie
- Pennsylvania Academy of the Fine Arts, Philadelphie
- Philadelphia Museum of Art, Philadelphie
- Bibliothèque nationale de France, Paris
- Graphic Arts Collection, université de Princeton, Princeton
- Musée d'Art de Toledo, Toledo (Ohio)
- National Gallery of Art, Washington
- Smithsonian American Art Museum, Washington

### Œuvre écrit

#### Littérature de jeunesse
- Ape in a cape : an alphabet of odd animals, Harcourt/Brace, 1952 (lire en ligne).
- Dancing in the moon : counting rhymes, Harcourt/Brace, 1955  (ISBN 9780156238113) (lire en ligne).
- Poor troll : the story of Ruebezahl and the princess : based on the story by J.K.A. Musäus, Stemmer House, 1983 (lire en ligne).

#### Histoire de l'estampe
- Art and faith, Pendle Hill, 1952 (lire en ligne).
- Artist's Proof: A Collectors' Edition of the First Eight Issues of the Distinguished Journal of Prints and Printmaking, Pratt/NYGS, 1971  (ISBN 0821203762).
- The art of the print : masterpieces, history, techniques, Harry N. Abrams, 1976 (lire en ligne).
- Lithography and silkscreen : art and technique, H.N. Abrams, 1978 (lire en ligne).
- Dance of death : a graphic commentary on the danse macabre through the centuries, Abbeville Press, 1983  (ISBN 0896593398) (lire en ligne).
- Artist on the witness stand, Pendle Hill Publications, 1984  (ISBN 9780875742571) (lire en ligne).

Posthumes :
- Works of mercy, Orbis Books, 1992 (lire en ligne).

## Prix et reconnaissance
- Membre associé de l'Académie américaine des beaux-arts en 1947
- Académicien de l'Académie américaine des beaux-arts en 1949
- Médaille Caldecott, pour Ape in a Cape: An Alphabet of Odd Animals en 1953
- Docteur honoris causa des beaux-arts de la Southeastern Massachusetts University en 1972
- Nommé éducateur exceptionnel des États-Unis en 1973
- Docteur honoris causa de l'université du Rhode Island des beaux-arts en 1974